# Sohrāblū
Sohrāblū (persiska: سهرابلو) är en ort i Iran.   Den ligger i provinsen Ardabil, i den nordvästra delen av landet, 400 km nordväst om huvudstaden Teheran. Sohrāblū ligger 1 552 meter över havet och antalet invånare är 215.
Terrängen runt Sohrāblū är kuperad åt nordväst, men åt sydost är den platt. Runt Sohrāblū är det ganska tätbefolkat, med 56 invånare per kvadratkilometer. Närmaste större samhälle är Sharīf Beyglū, 14,0 km sydost om Sohrāblū. Trakten runt Sohrāblū består i huvudsak av gräsmarker.